# 美國已通過組織法的合併領土

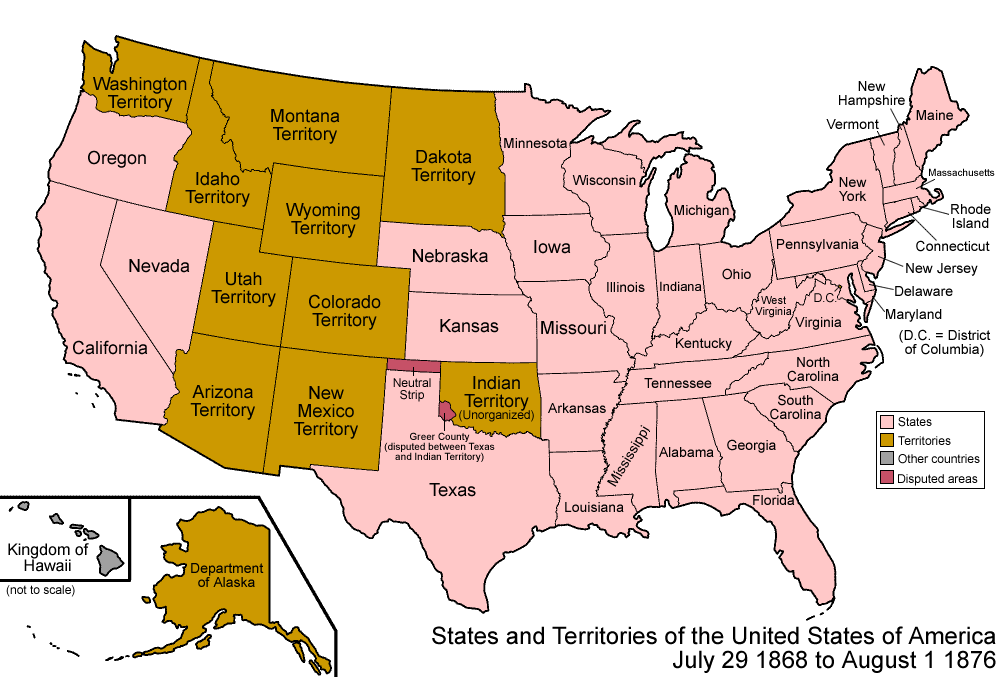
1868-1876年間美國版圖，其中土黃色的部分就是已通過組織法合併領土。

美國已通過組織法的合併領土（英語：Organized incorporated territories of the United States），是指已經被美國合并為本土的一部分，並由美国国会以通过《行政組織法案（Organic Act）》承认並確立行政組織管理的美國領土。而在美國歷史上，聯邦政府一旦成立這类領地，隨後該領地便會加入聯邦，成為新的州份。
現時美國並沒有已通過組織法的合併領土，只有沒有設立行政組織法的合併領土巴尔米拉环礁。而哥倫比亞特區的現狀为不屬於任何州份的美國本土一部分，和已通過組織法的合併領土相當類似；但哥倫比亞特區是根據《美國憲法》條文而成立，并非由美国国会以通过《行政組織法案》承认的。因此現時，所有美國的屬地都是未合併領土，而歷史上所有已通過組織法的合併領土都已经成為州份。

## 美国已通過組織法的合併領土列表
| 領地名稱                                                                        | 建立日期      | 廢除日期       | 前身                          | 承繼實體              |
| ------------------------------------------------------------------------------- | ------------- | -------------- | ----------------------------- | --------------------- |
| 俄亥俄河西北岸領地 Territory Northwest of the River Ohio                        | 1789年8月7日  | 1803年3月1日   | 未通過組織法的未合併領土      | 俄亥俄州              |
| 俄亥俄河南岸領地 西南領地 Territory South of the River Ohio Southwest Territory | 1790年5月26日 | 1796年6月1日   | 北卡羅來納州轄地              | 田納西州              |
| 密西西比領地 Mississippi Territory                                              | 1798年4月7日  | 1817年12月10日 | 喬治亞州轄地                  | 密西西比州            |
| 印第安納領地 Indiana Territory                                                  | 1800年7月4日  | 1816年11月7日  | 西北領地                      | 印第安納州            |
| 奧爾良領地 Orleans Territory                                                    | 1804年10月1日 | 1812年4月30日  | 路易斯安那購地                | 路易斯安那州          |
| 密歇根領地 Michigan Territory                                                   | 1805年6月30日 | 1837年1月26日  | 印第安納領地                  | 密歇根州              |
| 路易斯安那領地 Louisiana Territory                                              | 1805年7月4日  | 1812年6月4日   | 路易斯安那購地                | 密蘇里領地            |
| 伊利諾伊領地 Illinois Territory                                                 | 1809年3月1日  | 1818年12月3日  | 印第安納領地                  | 伊利諾伊州            |
| 密蘇里領地 Missouri Territory                                                   | 1812年6月4日  | 1821年8月10日  | 路易斯安那領地                | 密蘇里州              |
| 阿拉巴馬領地 Alabama Territory                                                  | 1817年3月3日  | 1819年12月14日 | 密西西比領地                  | 阿拉巴馬州            |
| 阿肯色領地 Arkansas Territory                                                   | 1819年7月4日  | 1836年6月15日  | 密蘇里領地                    | 阿肯色州              |
| 佛羅里達領地 Florida Territory                                                  | 1822年3月30日 | 1845年3月3日   | 西屬佛羅里達 西佛羅里達共和國 | 佛羅里達州            |
| 威斯康辛領地 Wisconsin Territory                                                | 1836年7月3日  | 1848年5月29日  | 密歇根領地                    | 威斯康辛州            |
| 艾奧瓦領地 Iowa Territory                                                       | 1838年7月4日  | 1846年12月28日 | 密歇根領地                    | 艾奧瓦州              |
| 俄勒岡領地 Oregon Territory                                                     | 1848年8月14日 | 1859年2月14日  | 俄勒冈地区                    | 俄勒岡州              |
| 明尼蘇達領地 Minnesota Territory                                                | 1849年3月3日  | 1858年5月11日  | 威斯康辛領地 艾奧瓦領地       | 明尼蘇達州            |
| 新墨西哥領地 New Mexico Territory                                               | 1850年9月9日  | 1912年1月6日   | 未通過組織法的未合併領土      | 新墨西哥州            |
| 猶他領地 Utah Territory                                                         | 1850年9月9日  | 1896年1月4日   | 未通過組織法的未合併領土      | 猶他州                |
| 華盛頓領地 Washington Territory                                                 | 1853年2月8日  | 1889年11月11日 | 俄勒岡領地                    | 華盛頓州              |
| 堪薩斯領地 Kansas Territory                                                     | 1854年5月30日 | 1861年3月1日   | 未通過組織法的未合併領土      | 堪薩斯州              |
| 內布拉斯加領地 Nebraska Territory                                               | 1854年5年30日 | 1867年3月1日   | 未通過組織法的未合併領土      | 內布拉斯加州          |
| 科羅拉多領地 Colorado Territory                                                 | 1861年2月28日 | 1876年8月1日   | 堪薩斯領地                    | 科羅拉多州            |
| 內華達領地 Nevada Territory                                                     | 1861年3月2日  | 1864年10月31日 | 猶他領地                      | 內華達州              |
| 達科他領地 Dakota Territory                                                     | 1861年3月2日  | 1889年11月2日  | 內布拉斯加領地                | 北達科他州 南達科他州 |
| 亞利桑那領地 Arizona Territory                                                  | 1863年2月24日 | 1912年2月14日  | 新墨西哥領地                  | 亞利桑那州            |
| 愛達荷領地 Idaho Territory                                                      | 1863年3月4日  | 1890年7月3日   | 達科他領地                    | 愛達荷州              |
| 蒙大拿領地 Montana Territory                                                    | 1864年5月28日 | 1889年11月8日  | 愛達荷領地                    | 蒙大拿州              |
| 懷俄明領地 Wyoming Territory                                                    | 1868年7月25日 | 1890年7月10日  | 達科他領地                    | 懷俄明州              |
| 奧克拉荷馬領地 Oklahoma Territory                                               | 1890年5月2日  | 1907年11月16日 | 印地安領地                    | 奧克拉荷馬州          |
| 夏威夷領地 Hawaii Territory                                                     | 1898年7月7日  | 1959年8月21日  | 夏威夷共和國                  | 夏威夷州              |
| 阿拉斯加領地 Alaska Territory                                                   | 1912年8月24日 | 1959年1月3日   | 阿拉斯加特區                  | 阿拉斯加州            |

## 軼事
- 路易西安納購地、俄勒冈地区和印地安領地，從未成為正式的已通過組織法合併領土。
- 南北戰爭時期，美利堅聯盟國曾在今日亞利桑那州和新墨西哥州南部建立亞利桑那領地(1861至1865年間)。
- 現有50個州當中，31個州份的轄地曾屬於某個已通過組織法合併領土，其餘未經過已通過組織法合併領土的過程，就加入聯邦的包括：最初的十三州、自維珍尼亞州分出來西維珍尼亞州和肯塔基州、自麻省分離出來的緬因州、在墨西哥割讓領土直接成州的加利福尼亞州，還有加入聯邦時就是宣布獨立的共和國的佛蒙特州和德克薩斯州。
- 自1959年後，美国再沒有由国会以通过《行政组织法案》承认並確立行政組織管理的已通過組織法合併領土。

## 參看
- 非建制地區
- 屬地
- 美国领土
- 美國行政區劃